# Juan Reinardo II de Hanau-Lichtenberg
Juan Reinardo II de Hanau-Lichtenberg (Bouxwiller (Bajo Rin), 2 de febrero de 1628-Rheinau (Baden), 25 de abril de 1666) fue un conde alemán.

## Vida
Era un hijo menor del conde Felipe Wolfgang de Hanau-Lichtenberg (1595–1641) y la condesa Juana de Oettingen-Oettingen (m. 1639). Fue enviado, junto con su hermano Juan Felipe, en un Gran Tour por Alemania, Holanda, Inglaterra, Francia y Suiza. Luego visitó el Reichstag en Núremberg en 1650, que se dedicó a los problemas de hacer cumplir la paz de Westfalia.
El testamento de su padre le otorgó el Distrito de Lichtenau en Hesse y Bischofsheim am Hohen Steg como residencia. En 1653 participó en el Reichstag de Ratisbona.

### Matrimonio y descendencia
El 19 de octubre de 1659, se casó en Bischweiler (ahora Bischwiller, Francia), con la condesa Palatina Ana Magdalena del Palatinado-Birkenfeld-Bischweiler (1640-1693). Tendrían cinco hijos:
- Juana Magdalena de Hanau-Lichtenberg (18 de diciembre de 1660 en Bischofsheim am Hohen Steg-21 de agosto de 1715). Se dice que fue enterrada en la Iglesia de Santa María en Hanau; se casó el 5 de diciembre de 1685 con Juan de Leiningen-Dagsburg-Falkenburg (17 de marzo de 1662-3 de noviembre de 1698).
- Luisa Sofía de Hanau-Lichtenberg (11 de abril de 1662 en Bischofsheim am Hohen Steg-9 de abril de 1751 en Ottweiler); casada el 27 de septiembre de 1697 con Federico Luis de Nassau-Ottweiler (13 de noviembre de 1651-25 de mayo de 1728).
- Francisca Albertina de Hanau-Lichtenberg (1 de mayo de 1663 en Bischofsheim am Hohen Steg-1736 en Ottweiler); soltera.
- Felipe Reinaldo conde de Hanau-Münzenberg (2 de agosto de 1664 en Bischofsheim am Hohen Steg-4 de octubre de 1712 en el castillo de Philippsruhe en Hanau).
- Juan Reinardo III (31 de julio de 1665 en Bischofsheim am Hohen Steg-28 de marzo de 1736 en el castillo de Philippsruhe) padre de Carlota de Hanau-Lichtenberg y esposa de Luis VIII de Hesse-Darmstadt.

Además, Juan Reinardo tuvo una aventura extramatrimonial con Maria Magdalena von Lindenau (también: Lindau). María Magdalena (fallecida después de 1680) era hija del teniente coronel von Lindenau (fallecido: 1 de diciembre de 1640), quien había servido anteriormente en el ejército sueco y fue nombrado comandante de la fortaleza Hanau como sucesor de Johann Winter von Güldenborn. Después de su muerte, fue sucedido por Karl Kasimir von Landras. Johann Reinhard y Maria Magdalena tuvieron al menos un hijo:
- Johann Reinhard von Lichtenfels (nacido: 1656 o antes; murió después de 1689). Johann Reinhard von Lichtenfels, residió en Duisburgo en 1680. La última evidencia proviene de 1689. Johan Reinhard von Lichtenfels sirvió en el ejército del obispado de Münster y murió sin herederos.

## Fallecimiento
Johann Reinhard murió el 25 de abril de 1666 y fue enterrado en la bóveda del Castillo de Lichtenberg. Se publicaron dos sermones funerarios: uno de Georg Linus, Superintendente General del condado de Hanau, con una contribución de Felipe Jacobo Spener y otro que incluyó una contribución de Quirinus Moscherosch.